# Martin Mathathi
Martin Irungu Mathathi (Nyahururu, 25 december 1985) is een Keniaans langeafstandsloper, die gespecialiseerd is in het veldlopen. Hij nam eenmaal deel aan de Olympische Spelen, maar won hierbij geen medailles.

## Loopbaan
In 2006 werd Mathathi derde op de wereldkampioenschappen veldlopen in 35.44. Hij eindigde hiermee achter Kenenisa Bekele (35.40) en Sileshi Sihine (35.43). Een jaar later behaalde hij een bronzen medaille op de 10.000 m tijdens de wereldkampioenschappen in Osaka. Ook hier waren Kenenisa Bekele (goud) en Sileshi Sihine (zilver) hem te snel af.
Samen met zijn landgenoten Daniel Mwangi, Mekubo Mogusu, Onesmus Nyerere en John Kariuki liep hij de marathon in estafettevorm in 1:57.06.
Op de Olympische Spelen van 2008 in Peking liep Mathathi de 10.000 m in een persoonlijk record van 27.08,25. Hiermee behaalde hij een zevende plaats. De wedstrijd werd gewonnen door de Ethiopiër Kenenisa Bekele in een olympisch record van 27.01,17. In 2013 won hij de marathon van Fukuoka in 2:07.16.

## Persoonlijke records
Baan
| Onderdeel | Prestatie | Datum             | Plaats  |
| --------- | --------- | ----------------- | ------- |
| 1500 m    | 3.38,57   | 30 september 2006 | Oita    |
| 5000 m    | 13.03,84  | 26 september 2004 | Niigata |
| 10.000 m  | 25.59,88  | 3 mei 2009        | Fukuroi |

Weg
| Onderdeel      | Prestatie | Datum           | Plaats   |
| -------------- | --------- | --------------- | -------- |
| 10 km          | 27.22     | 28 maart 2010   | Brunssum |
| 15 km          | 42.14     | 9 mei 2010      | Sendai   |
| 20 km          | 56.44     | 9 mei 2010      | Sendai   |
| halve marathon | 59.48     | 9 mei 2010      | Sendai   |
| marathon       | 2:07.16   | 1 december 2013 | Fukuoka  |

## Palmares

### 10.000 m
- 2005: 5e WK - 27.12,51
- 2007:  WK - 27.12,71
- 2008: 7e OS - 27.08,25
- 2011: 5e WK - 27.23,87

### 10 km
- 2010:  Parelloop - 27.22

### 10 Eng. Mijl
- 2015: 5e Great South Run - 46.16

### halve marathon
- 2006:  halve marathon van Sendai - 59.48
- 2011:  Great North Run - 58.56
- 2012:  halve marathon van Sapporo - 1:01.35

### marathon
- 2013:  marathon van Fukuoka - 2:07.16

### veldlopen
- 2006:  WK - 35.44